# Catocala diversa
Catocala diversa là một loài bướm đêm thuộc họ Erebidae. Loài này có ở Tây Ban Nha, tây nam Pháp, Ý, Balkan, European miền nam Nga và Israel.
Có một lứa một năm. Con trưởng thành bay từ tháng 5 đến tháng 7.
Ấu trùng ăn các loài Quercus.